# Hugh Blackburn
Hugh Blackburn (Torryburn, 2 de julio de 1823 - Roshven, 9 de octubre de 1909) fue un matemático escocés. Amigo de toda la vida de William Thomson y esposo de la ilustradora Jemima Blackburn, fue profesor de matemáticas en la Universidad de Glasgow de 1849 a 1879. Sucedió al padre de Thomson, James, en la Cátedra de Matemáticas.

## Biografía
Hugh Blackburn se crio en Killearn House, Stirlingshire, siendo el séptimo de ocho hijos del rico comerciante de Glasgow John Blackburn y su esposa Rebecca Leslie Gillies, hija de un ministro de la Iglesia de Escocia y pariente de Colin Maclaurin. Su hermano mayor fue el juez Colin Blackburn. Su padre, John, se hizo rico a partir de la industria azucarera y la esclavitud en Jamaica, y se convirtió en comerciante a su regreso a Escocia. En la década de 1830, cuando el gobierno británico emancipó a los esclavos, John recibió una compensación por la posesión de más de 550 esclavos.
Hugh se educó en la Academia de Edimburgo y en Eton antes de ingresar al Trinity College de Cambridge en 1840. Allí conoció a Thomson, quien ingresó en el mismo año; también fue miembro de los Apóstoles de Cambridge. Durante este tiempo inventó el péndulo de Blackburn. En los exámenes de Mathematical Tripos de 1845 se graduó como quinto wrangler, mientras que Thomson se graduó como segundo.
Ingresó al Inner Temple en 1847, pero nunca fue llamado al Colegio de Abogados; su nombre fue retirado en 1849, año en que se convirtió en profesor de matemáticas en la Universidad de Glasgow. Se casó con Jemima Wedderburn (prima de James Clerk Maxwell), la hija de James Wedderburn, Procurador General de Escocia.

## Obra
- A treatise on trigonometry (1855), Londres, parte de la Encyclopedia Metropolitana.
- A short sketch of the constitutional history of the University of Glasgow and of Glasgow College in that University : with remarks on the Universities (Scotland) Bill (1858).
- Sir Isaac Newton's Principia (1871),  editado con William Thomson.
- Elements of plane trigonometry for the use of the junior class of mathematics in the University of Glasgow (1871).